# Rebekah Mercer
Rebekah "Bekah" Mercer és una directora de fundació estatunidenca i donant del Partit Republicà dels Estats Units. Dirigeix la Mercer Family Foundation i ha treballat en el comitè executiu de l'equip de transició del President Donald Trump.
Mercer és la filla de director de fons d'inversió Robert Mercer. Durant la campanya electoral de 2016 als Estats Units, Bekah va dirigir Keep the Promise I, un Comitè d'Acció Política (Super Pac) que recolzava la campanya de Ted Cruz. Més endavant, el Superpac seria rebatejat com a Make America Number 1, i passaria a donar suport a Donald Trump durant la seva campanya. Mercer va treballar conjuntament amb Stephen Bannon per crear la pel·lícula Clinton Clash, crítica amb la candidata demòcrata. El setembre de 2016, Politico la va descriure com la dona més poderosa en la política de GOP. Durant la Transició Trump, el The Wall Street Journal va informar que Mercer havia ajudat en la campanya contra Mitt Romney i a favor de Jeff Sessions.
Sota la seva direcció, la fundació familiar ha augmentat les donacions de 1,7 milions a 18,3 milions entre 2009 i 2014, destinant més de 35 milions de dòlars a think tanks i campanyes conservadores durant aquest període. També ha treballat com a Wall Street trader a Renaissance Technologies, el fons d'inversió gestionat pel seu pare. Amb les seves germanes, té una petita companyia de galetes gourmet.

## Vida personal
Rebekah Mercer va estudiar a la Universitat Stanford, on va conèixer Sylvain Mirochnikoff, amb qui es va casar el 2003. El 2010 es van comprar un apartament a la Trump Place. Més endavant, Mercer va deixar la seva feina per a fer escolarització a casa dels seus fills. A 2016, Mirochnikoff, francès, treballava com a directiu a Morgan Stanley.